# 부여 청산성
부여 청산성(扶餘 靑山城)은 대한민국 충청남도 부여군 부여읍에 있는 삼국시대의 성곽이다. 1963년 1월 21일 대한민국의 사적 제59호로 지정되었다.

## 개요
부소산 동쪽 500m 지점의 낮은 구릉 위에 있는 백제 산성으로, 흙으로 쌓아만든 산성이다.
백제 무왕 6년(605)에 사비에서 웅진으로 통하는 길목을 지키기 위하여 나성과 함께 쌓았다. 외성의 북쪽 성벽은 나성과 연결되어 있어, 나성의 취약점을 보강하고 방어력을 높이기 위한 것으로 보인다. 하나의 독립된 산성이라기보다는 백제의 수도 사비를 보호하기 위해 부소산성과 연결하여 쌓았던 보조산성으로 보인다.
약 300m 정도의 내성과 500m 정도의 외성으로 이루어진 2중구조의 산성으로 보이지만, 내성은 거의 남아있지 않다. 산봉우리를 빙 둘러쌓은 테뫼식 산성으로, 동북쪽 성벽의 윤곽이 비교적 잘 남아 있다. 성안 서부와 북부에 당시의 건물터로 보이는 곳이 남아있다.

## 같이 보기
- 부소산성

## 참고 자료
- 부여 청산성 - 국가유산청 국가유산포털